# Franz Tobisch (kněz)
Franz Xaver Tobisch (9. listopadu 1865 Radnice u Kadaně – 15. dubna 1934 Klášterec nad Ohří) byl sudetoněmecký katolický kněz, spisovatel, básník a redaktor. Působil v Podkrušnohoří, především v obci Boč u Karlových Varů (1895 administrátor, od roku 1896 farář, 1923–1930 děkan). Věnoval se také včelařství a pod pseudonymem Jung Klaus přispíval odbornými články a básněmi do regionálních a odborných časopisů. Vydal mimo jiné učebnici Lehrbuch der Bienenzucht a sbírku básní Jung Klausens Sang aus Tal und Hang.

## Život
Narodil se 9. listopadu 1865 ve vsi Radnice u Kadaně (dnes zaniklá obec v prostoru vojenského újezdu Hradiště) v rodině rolníka. Maturoval 1. července 1885 na vyšším gymnáziu v Kadani a 16. května 1889 byl v Litoměřicích vysvěcen na kněze.
Od srpna 1889 pracoval jako kaplan v Klášterci nad Ohří. Poté vystřídal několik působišť – v roce 1892 byl jmenován katechetou v Duchcově, pak knězem v Mikulovicích, roku 1895 administrátorem v Klášterci a téhož roku administrátorem v Boči. V této obci strávil většinu produktivního života. Roku 1896 se tam stal farářem a v roce 1923 děkanem.
Vedle kněžských povinností se věnoval včelařství a publikační činnosti. Byl zkušeným včelařem a své znalosti sdílel na konferencích (např. na IX. včelařském sjezdu v Mariánských Lázních) i v písemné formě. Spolupracoval s časopisem Der Deutsche Imker a samostatně vydal učebnici. Psal rovněž básně a přispíval do regionálních listů (viz sekci Dílo). Vedl také farní kroniku obce Boč, která obsahuje řadu informací o jeho životě a činnosti.
Na konci září 1930 se zhoršil jeho zdravotní stav a od 1. října 1930 ho na bočské faře nahradil Peter Michl. Informace o jeho nemoci vedly několik novin k tomu, že počátkem října omylem uveřejnily Tobischův nekrolog (např. podle deníku Bohemia zemřel 5. října 1930), ale záležitost se brzy vysvětlila a alespoň některé listy zveřejnily opravu. Zemřel 15. dubna 1934 v Klášterci nad Ohří.

## Dílo
Franz Tobisch byl literárně činný pod pseudonymem Jung Klaus. Psal odborné články a básně. K jeho oblíbeným tématům patřily vlast, lid a včely.
V básních, které zveřejňoval zejména v regionálních časopisech, vyjadřoval lásku k rodnému kraji a německému národu. Psal ale také veršované proslovy k významným příležitostem (např. k návštěvě biskupa r. 1930) a některé básně věnoval včelám.
V knižní podobě vyšly:
- Jung-Klausens Sang aus Tal und Hang (Zpěv z dolin a svahů, 1906)[12]
- Jung-Klaus Lehr- und Volksbuch der Bienenzucht (Učebnice a populární příručka včelařství, 1909)
- Jung Klaus’ Volksbienenzucht : Ausgabe für alle Imker deutscher Zunge (Lidové včelařství – vydání pro všechny včelaře německého jazyka, 1922)
- Aus dem Immli-Wunderreiche (Ze zázračné říše včel, 1924)
- Biene und Blume : Lieder und Träume des Bienenvaters Jung-Klaus (Včela a květ – písně a sny včelího otce J. K., posmrtně 1935)